# Skalický potok (přítok Oravy)
Skalický potok je potok na dolní Oravě, v severní části okresu Dolný Kubín. Jde o pravostranný přítok Oravy, má délku 3,6 km a je tokem IV. řádu.

## Pramen
Pramení v Oravské Maguře, v podcelku Budín, na jižním svahu Javorové (1 076 m n. m.) v nadmořské výšce cca 940 m n. m.

## Popis toku
Potok teče na horním toku jihovýchodním směrem, vstupuje do Oravské vrchoviny, zprava přibírá přítok zpod Javorové, pak zleva přítok ze západního svahu Príkreho (811,7 m n. m.) a znovu zprava přítok z východního svahu Skalice (862,7 m n. m.). Následně pokračuje severojižním směrem, podtéká státní silnici I/59 a v blízkosti obce Horná Lehota se v nadmořské výšce přibližně 517 m n. m. vlévá do Oravy.